# Лабазинська сільська рада
Лаба́зинська сільська рада (рос. Лабазинский сельский совет) — сільське поселення у складі Курманаєвського району Оренбурзької області Росії.
Адміністративний центр — село Лабази.

## Населення
Населення — 2324 особи (2019; 2432 в 2010, 2706 у 2002).

## Склад
До складу сільської ради входять:
| Населений пункт  | Населення, осіб (2002) | Населення, осіб (2010) |
| ---------------- | ---------------------- | ---------------------- |
| Лабази, село     | 1640                   | 1596                   |
| Озерки, село     | 135                    | 116                    |
| Савельєвка, село | 95                     | 39                     |
| Скворцовка, село | 481                    | 442                    |
| Суриково, село   | 355                    | 239                    |